# Wolfgang Galow
Wolfgang Paul Galow (* 21. September 1956 in Landshut) ist ein deutscher Schachspieler und Fotograf.

## Fotografie
Wolfgang Galow ist Fotograf in München, und hauptsächlich für das Fotografieren von Schachspielern, Architekturfotografie und Hochzeitsfotografien (früher mit Beata Zys, inzwischen alleine) bekannt. Er ist Mitbegründer der Lichtschmiede München, eines Vereines zum Betreiben eines Fotostudios. Wolfgang Galow gewann 2009 den ersten Preis in einem internationalen Architektur-Fotowettbewerb, dem polnischen DIGITAL FOTO VIDEO. Seine Fotografien erschienen in Zeitschriften von Minolta, des Deutschen Verbandes für Fotografie (DVF), Color-Foto, Color-Foto-Creativ, Profi-Foto und fotoMAGAZIN. Er war auf mehreren Gruppenausstellungen vertreten und hatte eine Einzelausstellung zum Beispiel im Kulturzentrum 2411 in Hasenbergl. Sowohl als Fotograf wie auch als Schachspieler ist er Autodidakt.

## Schach

### Fernschach
Im Fernschach gewann er 1982/83 sein erstes nationales Meisterklassenturnier M/886 und später auch internationale Meisterklassenturniere in Europa- und Weltturnieren. Dadurch qualifizierte er sich für Europa- und Weltmeisterschaften. 1997 wurde ihm der Titel Internationaler Meister im Fernschach verliehen. Die Normen hierfür erzielte er bei der Europameisterschaft 1994–2000, die Fatih Atakişi gewann, bei der er den achten Platz belegte sowie beim 2. Halbfinale der 21. Weltmeisterschaft 1995–2000, bei dem er hinter Ralf Barten mit 10,5 Punkten aus 14 Partien die Großmeisternorm nur um einen halben Punkt verfehlte und den zweiten Platz belegte. 1997 qualifizierte er sich in der Vorrunde zur 27. deutschen Fernschachmeisterschaft mit einem geteilten 1./2. Platz für das Finale, das er anschließend spielte.
Er gründete 1991 die Fernschachmannschaft des Schachklubs Landshut und führte sie über zwei Qualifikationsrunden 1991–1993 und 1993–1995 in die 1. Fernschachbundesliga 1995–1997. Dort spielte er am ersten Brett und erreichte 3,5 Punkte aus 8 Partien. Anschließend beendete er seine Fernschachlaufbahn und ließ die Qualifikation für das 3/4-Finale der 21. Fernschachweltmeisterschaft ungenutzt verfallen. 1996 verlieh ihm der Deutsche Fernschachbund die Silberne Ehrennadel. Seine höchste Ratingzahl im Fernschach war 2448 im Jahre 1998.

### Nahschach
Zum Schach allgemein kam er 1971 im Schachklub Landshut. 1976 wurde er niederbayerischer Jugendmeister im Blitzschach. In den 1980er-Jahren war er zwischenzeitlich beim Münchener SC 1836 und gewann dort 1986 die Vereinsmeisterschaft. Später kehrte er zum Schachklub Landshut zurück. Nach einer längeren Schachpause wechselte er in die Schachabteilung des FC Bayern München. Seine höchste Elo-Zahl im Nahschach war 2129, die er von Juli 1999 bis Oktober 2015 hatte.